# Municipio de Mascoutah
El municipio de Mascoutah (en inglés: Mascoutah Township) es un municipio ubicado en el condado de St. Clair en el estado estadounidense de Illinois. En el año 2010 tenía una población de 8217 habitantes y una densidad poblacional de 80,67 personas por km².

## Geografía
El municipio de Mascoutah se encuentra ubicado en las coordenadas 38°31′40″N 89°45′55″O / 38.52778, -89.76528. Según la Oficina del Censo de los Estados Unidos, el municipio tiene una superficie total de 101.86 km², de la cual 101.24 km² corresponden a tierra firme y (0.62%) 0.63 km² es agua.

## Demografía
Según el censo de 2010, había 8217 personas residiendo en el municipio de Mascoutah. La densidad de población era de 80,67 hab./km². De los 8217 habitantes, el municipio de Mascoutah estaba compuesto por el 89.87% blancos, el 4.93% eran afroamericanos, el 0.26% eran amerindios, el 1.27% eran asiáticos, el 0.32% eran isleños del Pacífico, el 0.55% eran de otras razas y el 2.81% pertenecían a dos o más razas. Del total de la población el 2.65% eran hispanos o latinos de cualquier raza.